# Lettere di Pilato e Erode
La Lettera di Pilato a Erode e la Lettera di Erode a Pilato in risposta sono apocrifi del Nuovo Testamento facenti parte del Ciclo di Pilato. L'attribuzione pseudoepigrafa è a Ponzio Pilato, prefetto della Giudea (26-36) implicato nel processo di Gesù, e a Erode Antipa, tetrarca della Galilea (4 a.C. - circa 39 d.C.).
I testi sono stati redatti probabilmente attorno al V secolo e ci sono pervenuti in manoscritti greci e siriaci. 
Nella Lettera di Pilato a Erode il prefetto romano rimprovera Erode per averlo istigato a condannare un giusto. Afferma che Gesù era risorto e in Galilea era apparso a sua moglie Procla e al centurione Longino. In seguito era apparso allo stesso Pilato benedicendolo.
Nella risposta Erode piange la morte della figlia Erodiade (in realtà moglie del fratello Erode Filippo) decapitata dalla corrente d'acqua in un fiume, lamenta la malattia del figlio Lesbonax, la propria idropisia che gli fa uscire vermi dalla bocca, il pianto della moglie che le ha fatto perdere un occhio.